# خوش‌نوای خاکستری
خوش‌نوای خاکستری (نام علمی: Gerygone cinerea) نام یک گونه از سرده خوش‌نوا است.